# نايلس (نيويورك)
نايلس (بالإنجليزية: Niles, New York)‏ هي بلدة أمريكية تقع في الولايات المتحدة في مقاطعة كايوغا، نيويورك. يقدر عدد سكانها بـ 1,194 نسمة ومساحتها 112.3 كم2 وترتفع عن سطح البحر 414 متر.